# Тетраморф

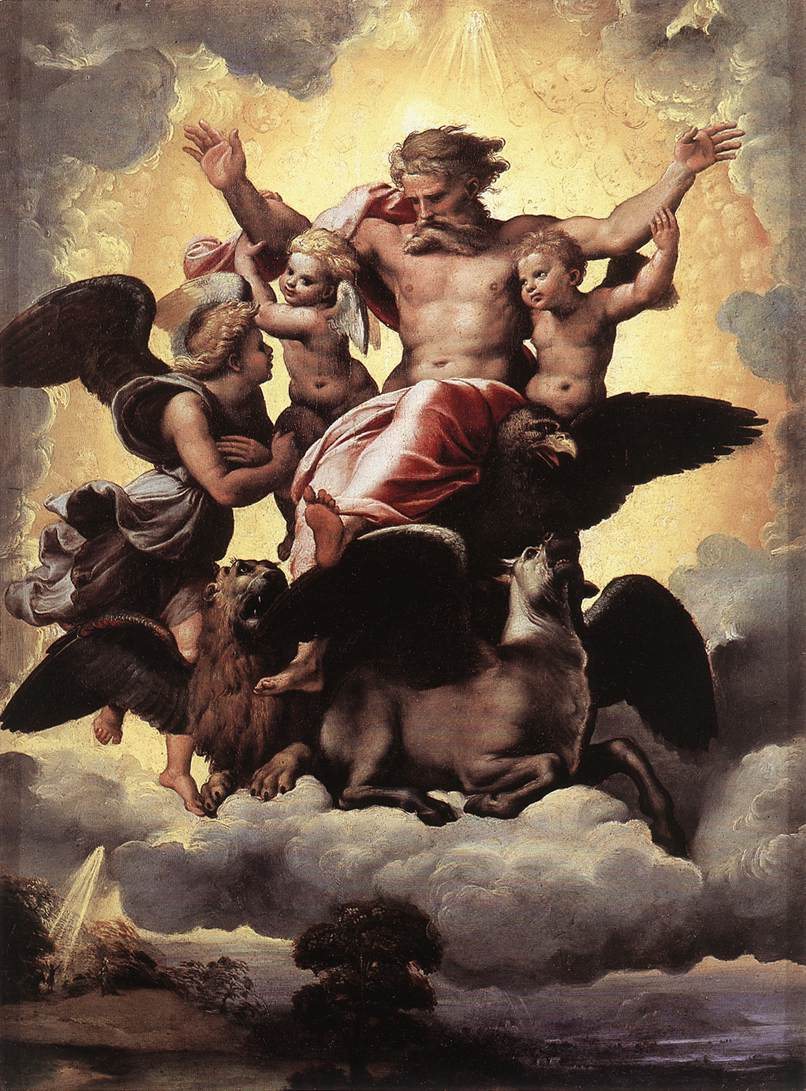
Видение пророка Иезекииля
(Рафаэль, 1518 год)

Тетрамо́рф (др.-греч. τετρά-μορφος «четырёхобразный, четырёхвидный» от τέσσᾰρες, τέσσερες, τέττᾰρες, τέττορες, τέτορες «четыре» + μορφή, μορφά «вид, образ, очертание») — в иудео-христианском вероучении и богословии крылатое существо из видения пророка Иезекииля (VI век до н. э.) с четырьмя лицами — человека, льва (с правой стороны), быка и орла (с левой стороны). В Откровении Иоанна тетраморф представлен в образе отдельных четырёх апокалиптических существ (лат. quattuor animalia «четыре живущих»; четыре живых существа у протестантов) — стражей четырёх углов Трона Господа и четырёх пределов рая.
Книга «Зо́ар» называет эти четыре образа над «Таинственной колесницей» (др.-евр. — «Меркава») — четырьмя архетипами, формирующими черты лица каждого человека. В каббале эти существа носят название «хайот ха-кодеш» (дословно — «святые животные»).
Позднее в христианском учении эти животные были истолкованы как символы четырёх евангелистов и термин «тетраморф» стал применяться в описании их иконографии. Существа стали символами евангелистов и формой их традиционного (с VII века) символического изображения:
- Матфей в образе ангела,
- Марк в образе льва,
- Лука в образе тельца,
- Иоанн в образе орла.

Каждый из них крылат и держит Евангелие.
Есть и иное (старообрядцы) толкование и соотнесение этих образов и Евангелистов.

## В Священных Писаниях

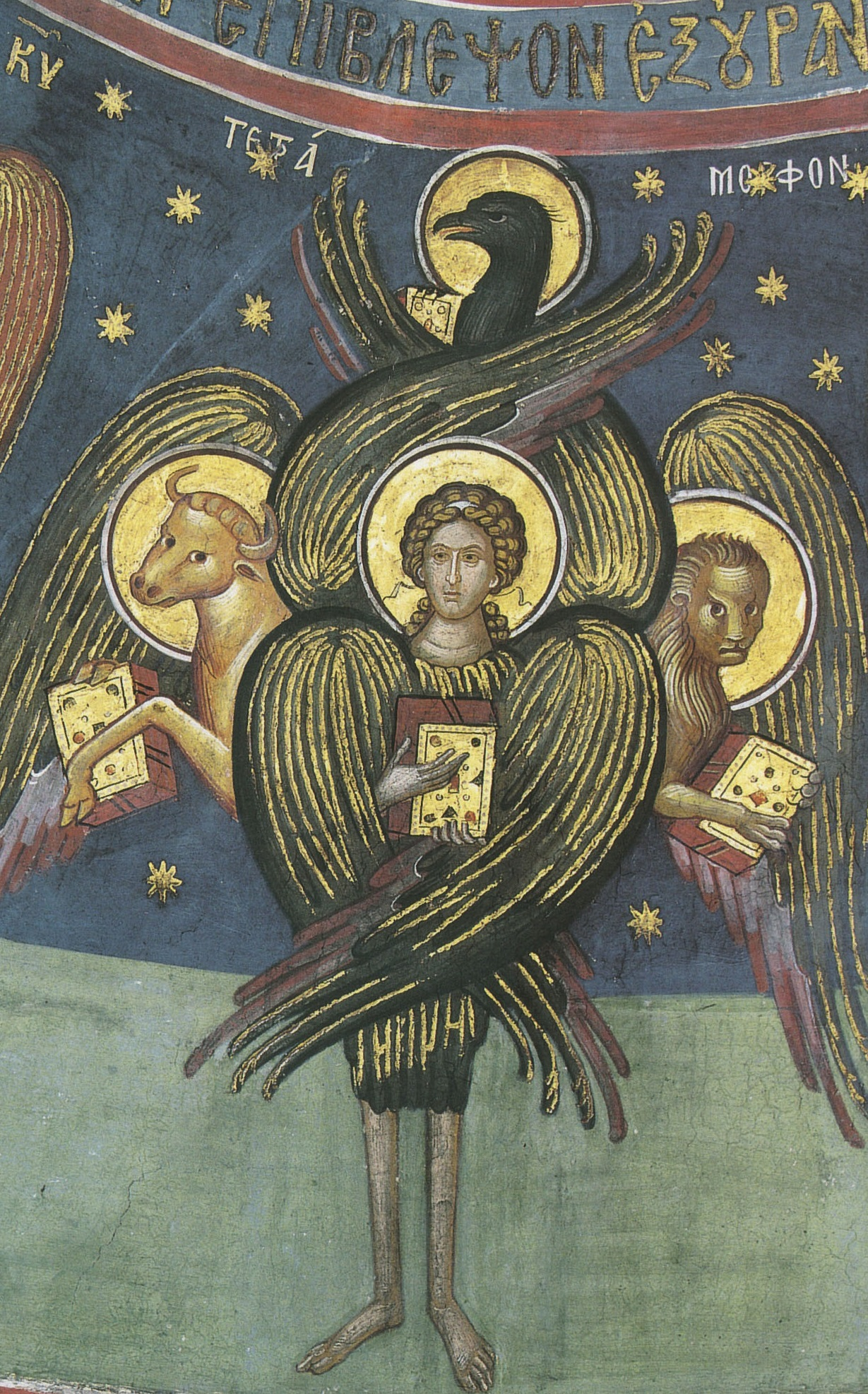
Тетраморф (фреска, монастыри Метеоры, XVI век)

### В Ветхом Завете
Образ четырёх животных происходит из пророческого видения Иезекииля (Иез. 1:4-28; также 10:14 и 41:19). Иезекииль описывает этих существ следующим образом: 

облик их был, как у человека; и у каждого четыре лица, и у каждого из них четыре крыла; а ноги их — ноги прямые, и ступни ног их — как ступня ноги у тельца, и сверкали, как блестящая медь. И руки человеческие были под крыльями их, на четырёх сторонах их; <...> Подобие лиц их — лице человека и лице льва с правой стороны у всех их четырёх; а с левой стороны лице тельца у всех четырёх и лице орла у всех четырёх. И лица их и крылья их сверху были разделены, но у каждого два крыла соприкасались одно к другому, а два покрывали тела их. <...> на земле подле этих животных по одному колесу перед четырьмя лицами их. <...> А ободья их — высоки и страшны были они; ободья их у всех четырёх вокруг полны были глаз.
— Иез. 1:5-18
Ниже (Иез. 10:1) эти существа названы херувимами (ср. также 1Пар. 28:18), а вместо лика быка Иезекииль упоминает лик херувима (Иез. 10:14).

### В Новом Завете
Апостол Иоанн в «Откровении», 4-я глава, продолжил эту традицию, говоря, тем не менее, об одном лице у каждого из четырёх существ:

…перед престолом море стеклянное, подобное кристаллу; и посреди престола и вокруг престола четыре животных, исполненных очей спереди и сзади. И первое животное было подобно льву, и второе животное подобно тельцу, и третье животное имело лице, как человек, и четвертое животное подобно орлу летящему. И каждое из четырех животных имело по шести крыл вокруг, а внутри они исполнены очей; и ни днем, ни ночью не имеют покоя, взывая: свят, свят, свят Господь Бог Вседержитель, Который был, есть и грядет.
— Откр. 4:6-8
В дальнейшем рассказе Иоанна о снятии Агнцем печатей с Книги Жизни каждое из четырёх животных после снятия первых четырёх печатей произносит — «иди и смотри», после чего перед Иоанном появляются поочерёдно четыре всадника Апокалипсиса (Откр. 6:1-8).

### В апокрифах
Апокриф «Откровение Авраама», написанный в конце I века н. э. независимо от Откровения Иоанна Богослова, рассказывает о вознесении праотца Авраама на небо, где он увидел огненный престол Божий «и под престолом животы четыри огнены поюща. А зрак их един каждо их четверолицен. Взор таков лиц их: львов, человец, волуи, орёл. Четыре главы, и комуждо крил 4». Эти животные воспевали хвалу Богу, как и у Иоанна Богослова, но являются не четырьмя различными существами, а, как у пророка Иезекииля, каждый из них имеет четыре лица.

## В религиозной традиции

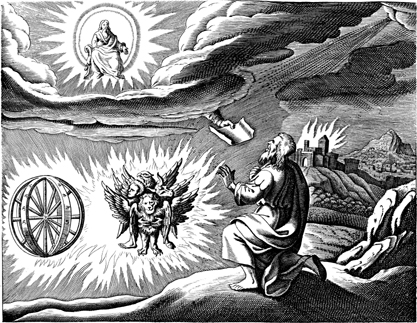
Видение Иезекииля Маттеус Мериан (1593—1650)

### В иудаизме
В Талмуде говорится, что четыре существа, которых Иезекииль видел около трона Божия, первоначально были человек, лев, бык и орёл, но что Иезекииль упросил Бога взять вместо быка херувима для того, чтобы Богу не пришлось иметь постоянно перед глазами тельца, который напоминал бы Ему ο том, как евреи поклонялись этому животному.
Известна еврейская рукопись второй половины XIII века, на которой Древо жизни охраняют четыре херувима. Это объясняется тем, что в соответствующем месте Книги Бытия (3:24) используется форма множественного числа «כרובים» (керувим), которая в христианских Библиях традиционно переводится словом «херувим» в единственном числе.

#### В Каббале
|                               |                               | Лев     | Орёл     | Человек | Бык      |
| ----------------------------- | ----------------------------- | ------- | -------- | ------- | -------- |
| Каббалистические миры         | Каббалистические миры         | Ацилут  | Брия     | Иецира  | Асиа     |
| Сфирот                        | (по версии Бааль-Сулам)       | Нецах   | Иесод    | Малхут  | Ход      |
| Сфирот                        | (по версии Д. Л. Андреева)    | Хесед   | Гвура    | Малхут  | Тиферет  |
| Стороны света                 | Стороны света                 | Юг      | Восток   | Запад   | Север    |
| Архангелы (согласно мидрашам) | Архангелы (согласно мидрашам) | Михаэль | Рафаэль  | Уриэль  | Гавриэль |
| Знаки зодиака                 | Знаки зодиака                 | Лев     | Скорпион | Водолей | Телец    |

Согласно Борхесу, в каббалистической Книге «Зогар» (ивр. — «Сияние») эти четыре животных зовутся Ганиэль, Кафзиэль, Азриэль и Аниэль и глядят они на Восток, на Север, на Юг и на Запад.

### В христианстве
Эти четыре животных стали символами четырёх евангелистов. Традиционное толкование таково:
| Иллюстрация | Существо                             | Евангелист | Значение                                                                           |
| ----------- | ------------------------------------ | ---------- | ---------------------------------------------------------------------------------- |
|             | Человек (ангел) (лат. imago hominis) | Матфей     | Человеческая природа Христа, его воплощение                                        |
|             | Лев (лат. imago leonis)              | Марк       | Действенность, господство и царская власть Христа-Царя, его Воскресение из мёртвых |
|             | Бык (Вол) (лат. imago vitulis)       | Лука       | Священнодейственное и священническое достоинство Христа, его крестная жертва       |
|             | Орёл (лат. imago aquilae)            | Иоанн      | Дар Святого Духа, носящегося над Церковью, а также Вознесение Господне             |

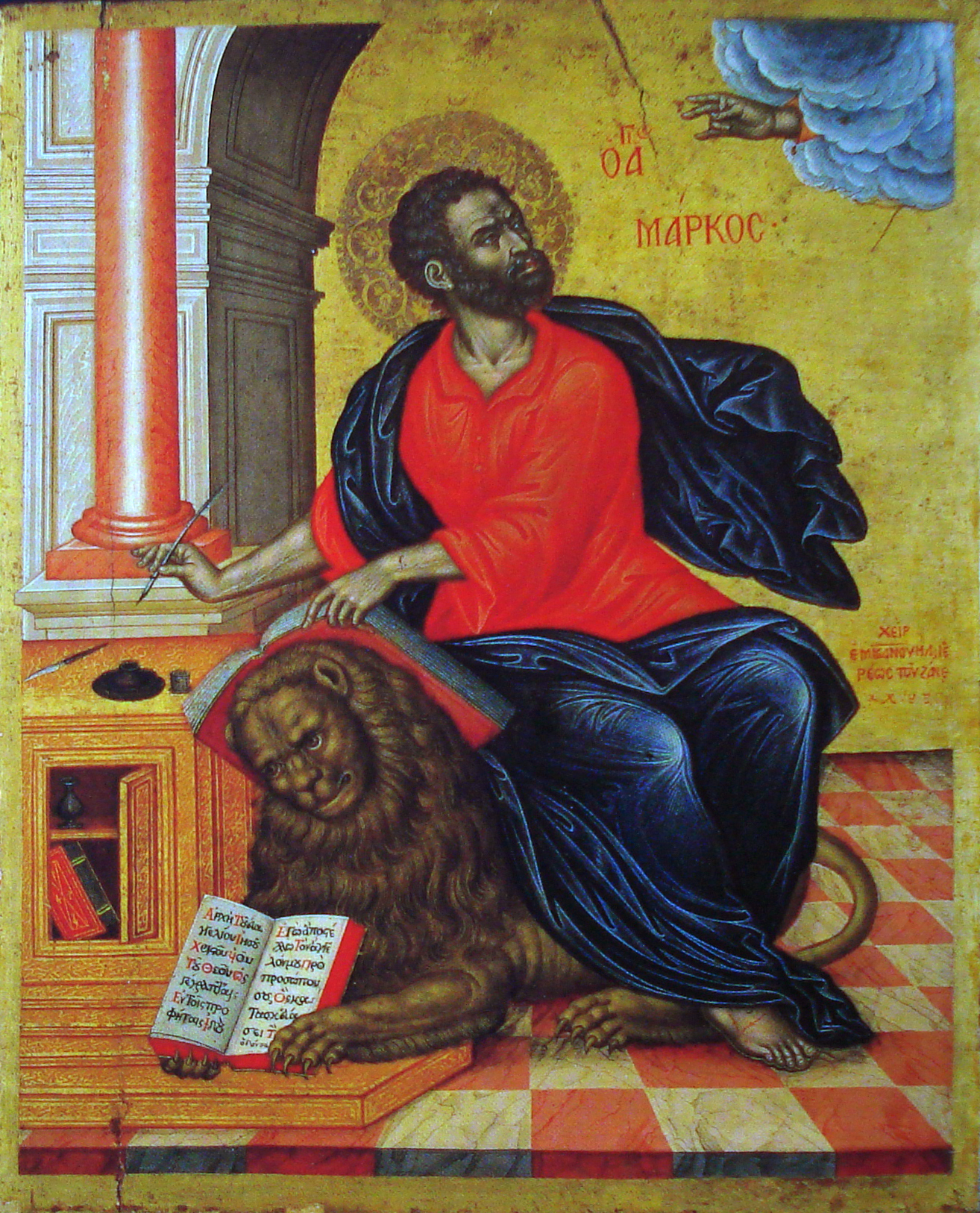
«Святой Марк и лев» (Эммануил Цанес, 1657 год)

Подобное распределение существ между евангелистами устоялось не сразу — сначала в христианском богословии с конца II века, а с IV века и в христианском искусстве. Как символы евангелистов эти образы закрепились в богословии с Иеронима, а начиная с VII века его трактовка их становится обязательной на христианском Западе.
Первая версия: Впервые во II веке Ириней Лионский, толкуя Апокалипсис, предложил трактовку связи евангелистов и существ из видения Иоанна Богослова: лев у Иринея символизирует Иоанна Богослова, телец — Луку, человек — Матфея, орёл — Марка. Так же считали Анастасий Синаит, Арефа Кесарийский, Феофилакт Болгарский
и некоторые другие богословы. Эта традиция была сохранена на христианском Востоке в малоазийских церквях. Ириней растолковывает, что именно символизирует каждое из существ, и подытоживает, что справедливо, что на них восседает Иисус Христос.
Вторая версия: В конце II века появляется новое распределение: лев — Марк, телец — Лука, человек — Матфей, орёл — Иоанн. Эту версию поддержали Викторин из Петтау, Епифаний Кипрский, Иероним, Григорий I и другие: «символом евангелиста Матфея является человек, потому что он начинает Евангелие с человеческой родословной Христа. Евангелиста Марка изображают со львом, так как он описывает в начале Евангелия пустыню и Иоанна Крестителя. Евангелист Лука изображается с тельцом, потому что он начинает Евангелие с описания жертвоприношения в храме, совершаемого Захарией. А апостол Иоанн, как орёл, возносится в горние сферы». Данная версия получила наибольшее распространение в христианском богословии и искусстве.
Третья версия: Ипполит Римский и Блаженный Августин придерживались третьей версии: лев — Матфей, телец — Лука, человек — Марк, орёл — Иоанн.
Святой Иероним в своём комментарии к Иезекиилю попытался обосновать эти атрибуты. Он говорит, что Матфею был дан ангел (человек), ибо он представил человеческую природу Спасителя; Марку — лев, ибо он объявил о царском достоинстве Христа; Луке — бык, эмблема жертвенности, ибо он показал священническую сущность Христа; Иоанну же орёл — за возвышенный полёт его веры. Также Иероним объяснял, что животных четыре, так как они соответствуют четырём сторонам света, а также приводил их ассоциации с четырьмя элементами, временами года, добродетелями. Григорий Великий (VII век) считал что существа выступают символами Иисуса Христа в различные фазы его земной жизни: родился он как человек (incarnatio), смерть принял как жертвенный бык (passio), при воскресении был львом (resurrectio), а вознёсся как орёл (ascensio). Также тетраморф получил трактовку как символ единого Евангелия (Слова Божия), записанного четырьмя евангелистами.
О существах рассуждает Августин, Климент Александрийский. При этом Климент, комментируя описание Ковчега Завета из книги Исход, пишет что херувимы на его крышке символизируют « указание на чувственный мир, двенадцать знаков Зодиака и определяемый ими ход времени». В дальнейшем появилась отдельная астрономическая интерпретация животных (см. ниже).

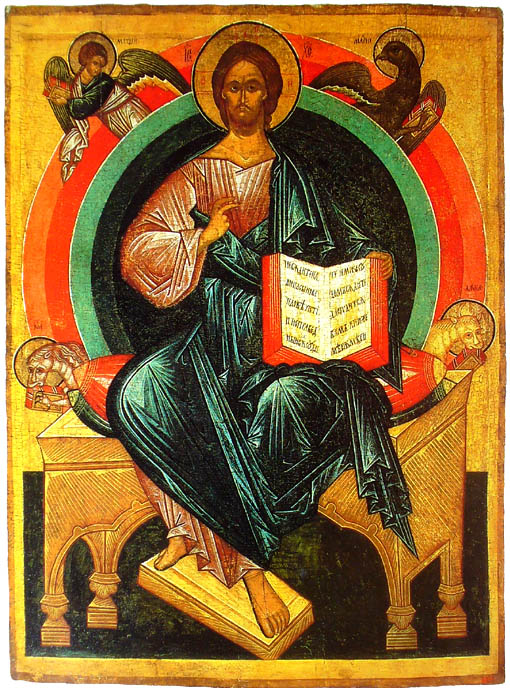
«Вседержитель» — Христос в тетраморфе (Новгород, XV век)

В толковании на книгу Откровения Андрей Кесарийский (VI—VII века) пишет:

Четырьмя животными и старцами указывается на то, что из Ангелов и людей образовалось одно стадо и одна Церковь чрез Христа Бога, совокупившего разъединённое и разрушившего преграды средостения. И, вот, как мы слышали, вместе с четырьмя животными, превосходящими прочих чинов Ангельских, Божия песнопения и поклонения оказываются достойными и старцы, означающие полноту спасаемых.

К тетраморфу евангелистов в Православной церкви относят заключительные слова тайной евхаристической молитвы священника на литургии, их он произносит за богослужением как возглас: «поюще (орёл), вопиюще (вол), взывающе (лев) и глаголюще (человек)».
В Православной церкви первая глава из Книги пророка Иезекииля, повествующая о таинственных четырёх животных, носящих престол славы, читается на шестом часе в Великие понедельник и вторник.

#### В Русской православной церкви

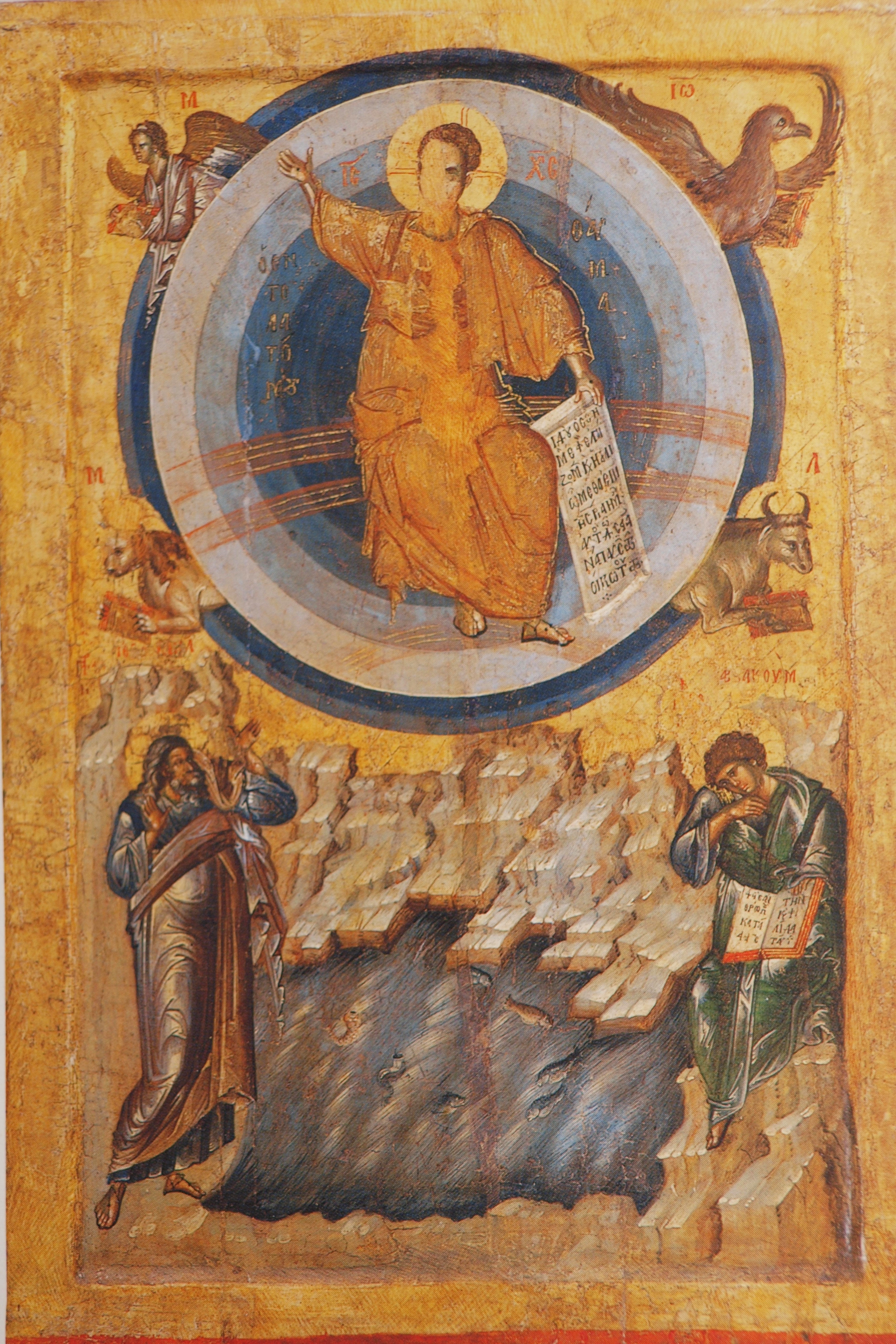
Икона «Видение Иезекии», 14 век, Фессалоники

Традиционная «латинская система» соответствия животных и евангелистов была утверждена на Руси как единственно правильная лишь на Большом Московском соборе в 1666 году. В ходе реформы патриарха Никона толкование образов стало восходить к трудам Викторина из Петтау, епископа Епифания Кипрского (Епифаний из Константа), Иеронима и Григория I.
Указом Святейшего Синода от 1722 года, изображать евангелистов с их именованием в виде существ тетраморфа запрещено. Тетраморфные символы, могли только сопровождать человеческие образы евангелистов. Самостоятельные изображения тетраморфа, как прообраза евангелистов, остались в традиции старообрядческой иконописи.

##### Старообрядцы
Старообрядцам свойственна иная, более древняя на русской почве идентификация символов с евангелистами: Иоанн символизируется львом, Марк — орлом, Матфей — ангелом, Лука — тельцом. Такое толкование пророчества Иезекииля восходит к Иринею Лионскому. В «Поморских ответах» апологет старообрядчества Андрей Денисов посвящает изображениям евангелистов целую главу и доказывает католическое («римское») происхождение принятого сегодня толкования:
В древлецерковныхъ книгахъ печатныхъ святіи четыре евангелиста вообразахуся Матфей лицемъ человеческим, Марко лицемъ орлимъ, Лука телечимъ, Иоанн львовым… Сей древлецерковный обычай изменивше, воображаютъ Иоанна лицем орлимъ, а Марка лвовымъ… Римляне бо пишутъ Иоанна лице орле, а не лвово; а Марка лице лвово, а не орле…

## Астрономическая интерпретация
| Изображение | Созвездие | Существо | Значение            | Сторона света |
| ----------- | --------- | -------- | ------------------- | ------------- |
|             | Стрелец   | Человек  | всё убивающая зима  | юг            |
|             | Лев       | Лев      | всепожирающая осень | запад         |
|             | Телец     | Бык      | питающее лето       | север         |
|             | Пегас     | Орёл     | весна               | восток        |

Николай Морозов в своей работе «Откровение в грозе и буре. История возникновения Апокалипсиса» представил связь библейских животных с четырьмя созвездиями. Морозов, будучи основоположником новой исторической хронологии, рассчитал, что своё видение на острове Патмос Иоанн Богослов увидел 30 сентября 395 года, однако в этот день созвездия Тельца и Льва были не видны на звездном небе над островом.
Связь с временами года Морозовым была дана по причине того, что в указанные созвездия входит солнце в начале каждого сезона. Также крестообразное расположение данных созвездий на небе по четырём сторонам света соответствует традиционному представлению о них как о патронах сторон света, известному ещё из сочинений Иеронима Стридонского (IV век)
Астрономическая интерпретация знает и другие идентификации: человек — созвездие Скорпиона или Водолея, орёл — созвездие Скорпиона.

## Источник образов
Предполагают, что корни тетраморфа и выбор животных следует искать в вавилонской мифологии, где они символизировали четыре мужские фигуры четырёх планетарных богов:
- Бык — атрибут верховного бога Мардука (Юпитер)
- Лев — бога войны Нергала (Марс)
- Орёл — бога ветра Нинурта (Сатурн)
- Человек — бога мудрости Набу (Меркурий)

Немецкий исследователь, доктор Рихард Хеннинг ищет отдалённый источник этих эмблем в четырёх знаках зодиака, отстоящих один от другого на девяносто градусов. Что до льва и быка, тут нет никаких трудностей; ангел отождествляется с Водолеем, у которого облик человека, а Иоаннов орёл — со Скорпионом, но это отвергают, так как Скорпион считается предвестником зла. Никола де Вор в своем «Астрологическом словаре» также выдвигает эту гипотезу, замечая, что четыре эти фигуры сочетаются в сфинксе, у которого может быть человеческая голова, туловище быка, когти и хвост льва и крылья орла.

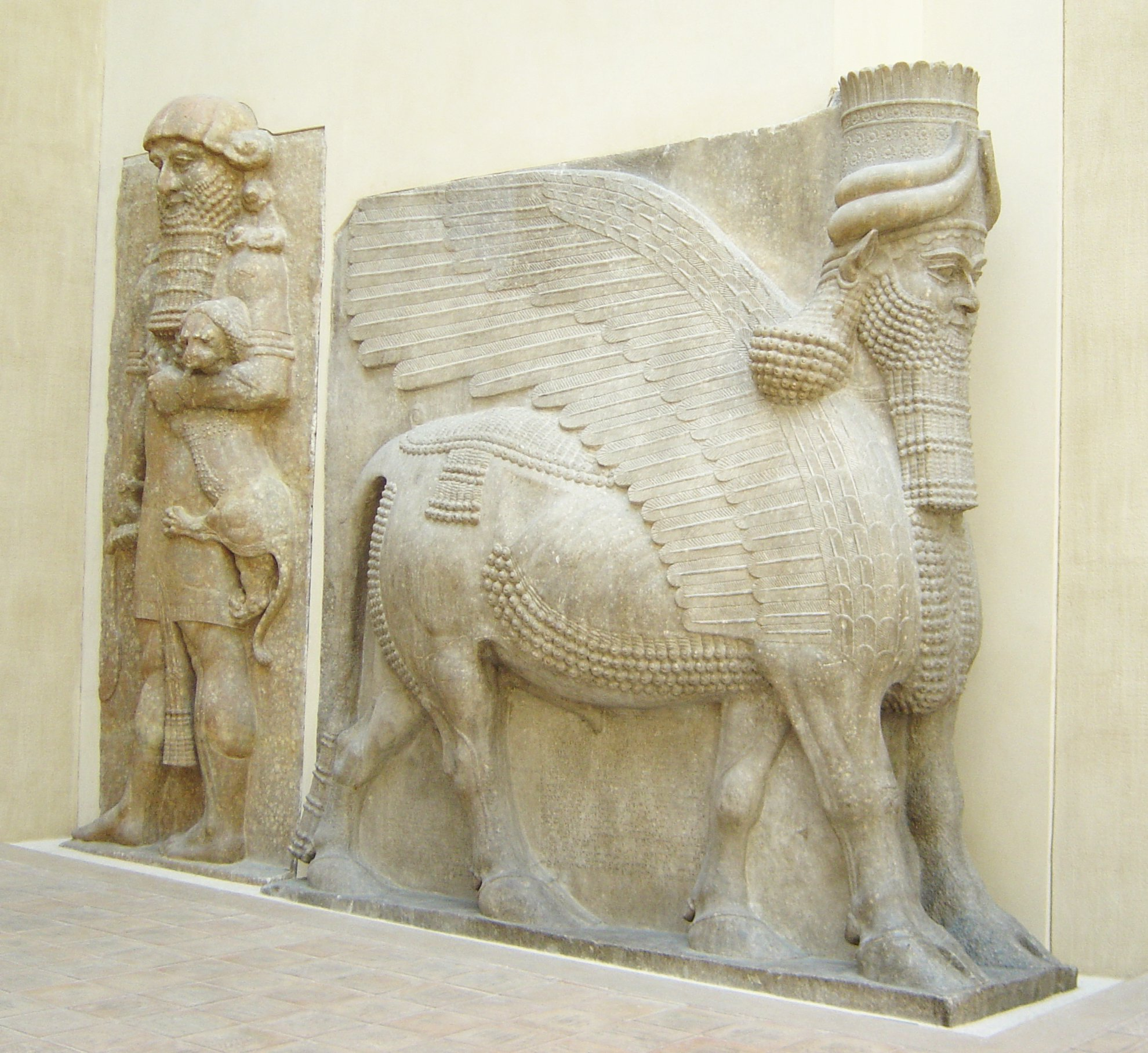
Бычий колосс (деталь ассирийских ворот; имеет тело льва, бычьи копыта, крылья орла и лицо человека)

При раскопках ассиро-халдейских городов были найдены колоссы быков и львов, имевших человеческие головы, а порой и две пары крыльев (два из которых опущены, что соответствует описанию Иезекииля — Иез. 1:9). Эти фигуры устанавливались при входах в храм и выступали в роли кариатид, поддерживающих своды (ср. с Иезекиилем, рассказывающем о своде, лежащем над головами животных — Иез. 1:22). Русский богослов, профессор М. Н. Скабалланович сообщает, что известен рисунок на шумерском каменном цилиндре, изображающий бородатого бога, чей престол поддерживают четыре таких крылатых быка.

### Аналоги в других традициях

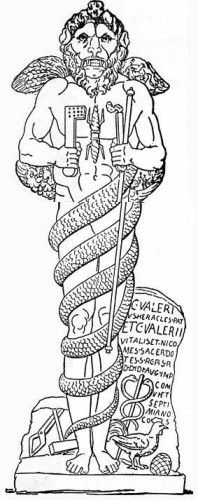
Митра

Как указывает энциклопедия символов: «тетраморфы — мифологические существа (как правило, животные), олицетворяющие четверичные космические структуры: страны света, времена года, стихии (иногда этот ряд может быть дополнен другими элементами). Изначально в мифологической картине мира это существа, персонифицирующие направления и располагаемые по четырём сторонам мирового древа; это хозяева и стражи „четырех сторон света“, образы божественного покровительства, защиты от хаоса». Различные культуры имеют в своей мифологии фигуры, схожие с библейскими тетраморфами:
- В древнекитайской космологии подобные функции изначально выполняет тетрада священных животных — дракон, феникс, тигр, черепаха. Аналогичные фигуры имеются на печатях Мохенджо-Даро.
- Возможным продолжением этого образа в индийской традиции являются ваханы (ездовые животные богов) и локапалы — божества, охраняющие страны света; первоначально их было четыре, затем стало восемь; считалось, что у каждого из них свой слон, поддерживающий землю с одной из сторон.
- В Шумере функции тетраморфов выполняли лев, орёл, павлин и бык.

В целом можно обозначить следующую схему соответствий сторон света и существ-охранителей — для севера, запада, юга, востока:
- чёрная черепаха, белый тигр, малиновый феникс, зелёный дракон (Юго-Восточная Азия);
- орёл, вол, лев, человек (Ассирия, Древний Израиль);
- орёл, слон, дракон, рыба (Древняя Греция),
- ястреб, шакал, обезьяна, человек (Древний Египет).

Кроме того, сын древнеегипетского бога Гора изображался с человеческой головой, а остальные три — с головами животных. А в индуизме четыре головы имеет Брахма. В изображении бога Митры также совмещаются 4 тела: человека, льва, птицы и змеи.
Коран в 71 суре «Нух» рассказывает о традиционных для арабской мифологии божествах, от которых не хотели отказаться современники пророка Нуха (Ноя): «сказали [своим единоверцам]: „Не отрекайтесь ни за что от своих богов: ни от Вадда и Сува', ни от Йагуса, Йа’ука и Насра!“». Профессор М. Н. Скабалланович считает, что речь идёт об идолах, имевших форму человека (женщины), льва, коня и орла.
Свщмч. Александр Глаголев отмечает, что «композиция животных элементов составляет общую принадлежность символики египтян, ассириян, вавилонян, финикийцев, арабов, а равно и арийских народов».

## Храмы
- Церковь Четырёх живых существ (Тетраморфа) находится в верхнем пролёте лестницы в Храме Гроба Господня в Иерусалиме, принадлежит Эфиопской православной церкви[34].

## Изображения в культуре

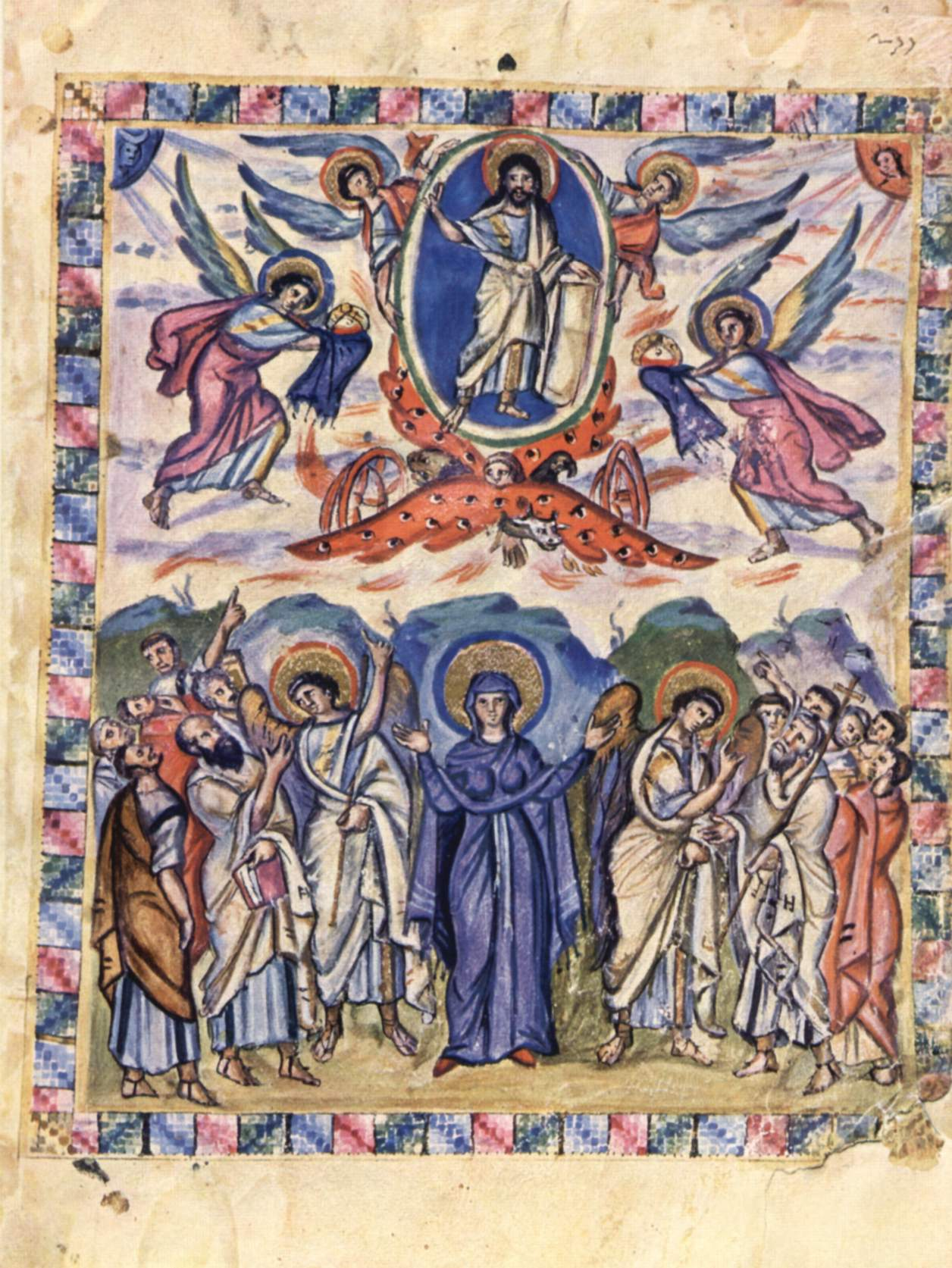
Вознесение Христа (Евангелие Рабулы, VI век). Христос возносится на тетраморфе с огненными колесами, Крылья тетраморфа покрыты глазами

Согласно букве священного писания, тетраморф изображался вместе с огненной колесницей в видении Иезекииля, а также входил в иконографию «Христос во славе», трон которого, по Апокалипсису, стоял на четырёх животных. То есть Христос изображался в мандорле, по углам которой располагались символы евангелистов. Подобно библейским херувимам и серафимам, тетраморфы-символы евангелистов изображаются у Престола Вседержителя, окружая его с четырёх сторон, что символизирует распространение Благой вести на четыре стороны света. В руках апокалиптических животных — Евангелия.
До определённого момента тетраморф также использовался в иконографии Вознесения Господнего — то есть он возносился на колеснице-тетраморфе с огненными колесами.

### В Западной Европе

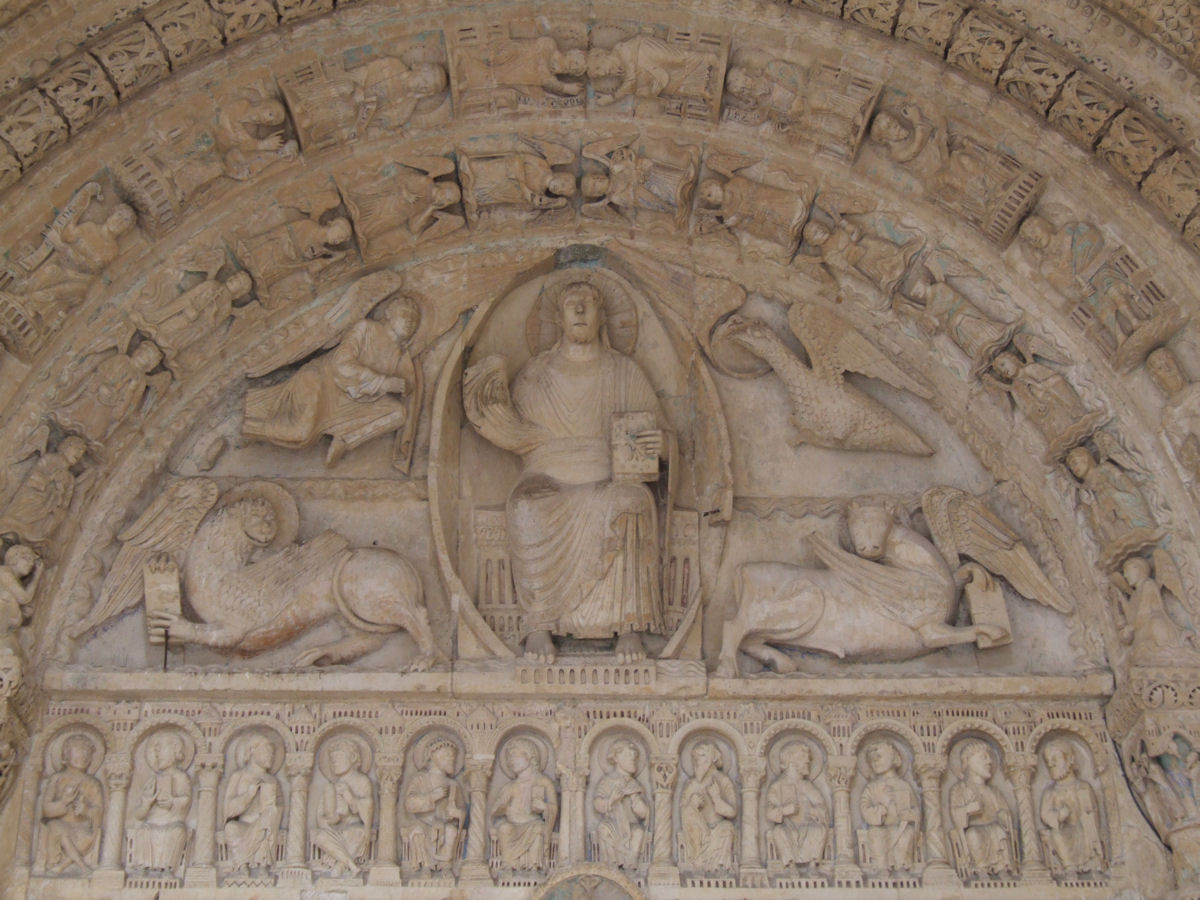
Тимпан собора в Бурже

Часто символы евангелистов изображали на тимпанах и порталах храмов, где они окружали Христа во славе. Кроме того, большое число изображений оставили средневековые миниатюристы.
Все звери, в соответствии с видениями Иезекииля и Иоанна Богослова, как правило изображаются крылатыми, хотя существуют манускрипты, где наблюдается отход от этого канона. Также, некоторые художники, отправляясь от сведений Иоанна Богослова, покрывали крылья тетраморфов глазами.
В эпоху возрождения наиболее значимым изображением, хотя и единичным, стала картина Рафаэля «Видение пророка Иезекииля».

### В православии
Изображение евангельского тетраморфа в древнерусской живописи было не очень популярно. Считается, что первым является изображение в Трирской Псалтыри XI века на миниатюре с Христом, венчающим Ярополка и его жену Ирину (Гертруду). Самый ранний новгородский тетраморф — фрески церкви Спаса Преображения Ковалевского монастыря (1345 год), разрушенного во время Великой Отечественной войны.
В системе росписи православного храма тетраморфы могли изображаться в парусах купола вместо собственно евангелистов, либо же вместе с ними. В иконе «Единородный Сыне» Спас держит в руке небольшой тетраморф.
В самостоятельных композициях животные практически не встречаются, но изображаются на иконах евангелистов (например, на Царских Вратах иконостаса), а также в составе сложных иконографических композиций, таких как Спас в силах, Неопалимая Купина и т. п., обычно в виде четырёх фигур, размещённых в красных лучах, направленных в четыре стороны, в знак распространения света евангельского учения по всей Земле.

### Прочее отражение в культуре
Четыре апокалиптических животных являются символами, используемыми масонами. Ниже представлены флаги масонской ложи «Ниагара-2» в канадском городе Ниагара-он-те-Лейк провинции Онтарио.

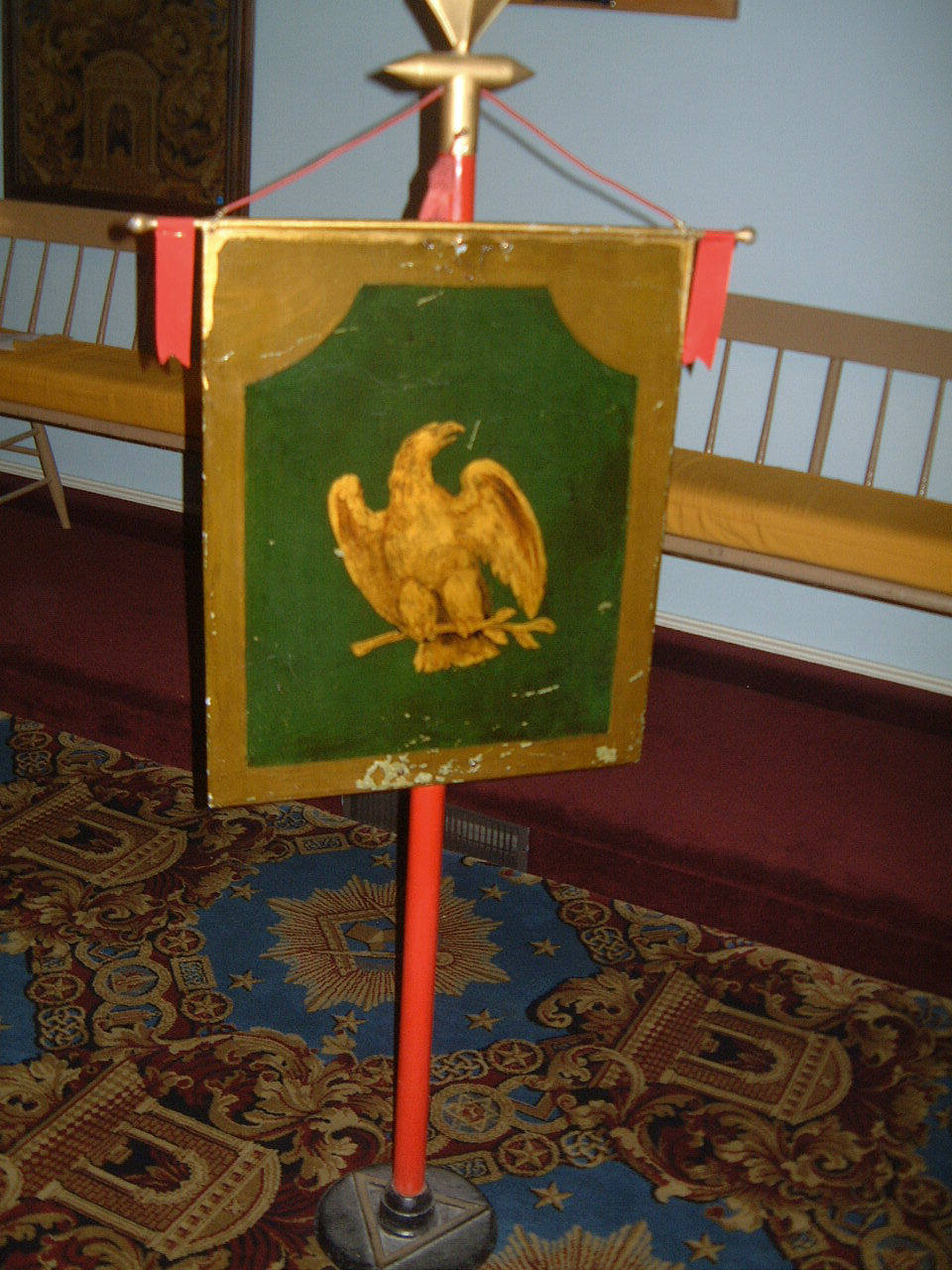
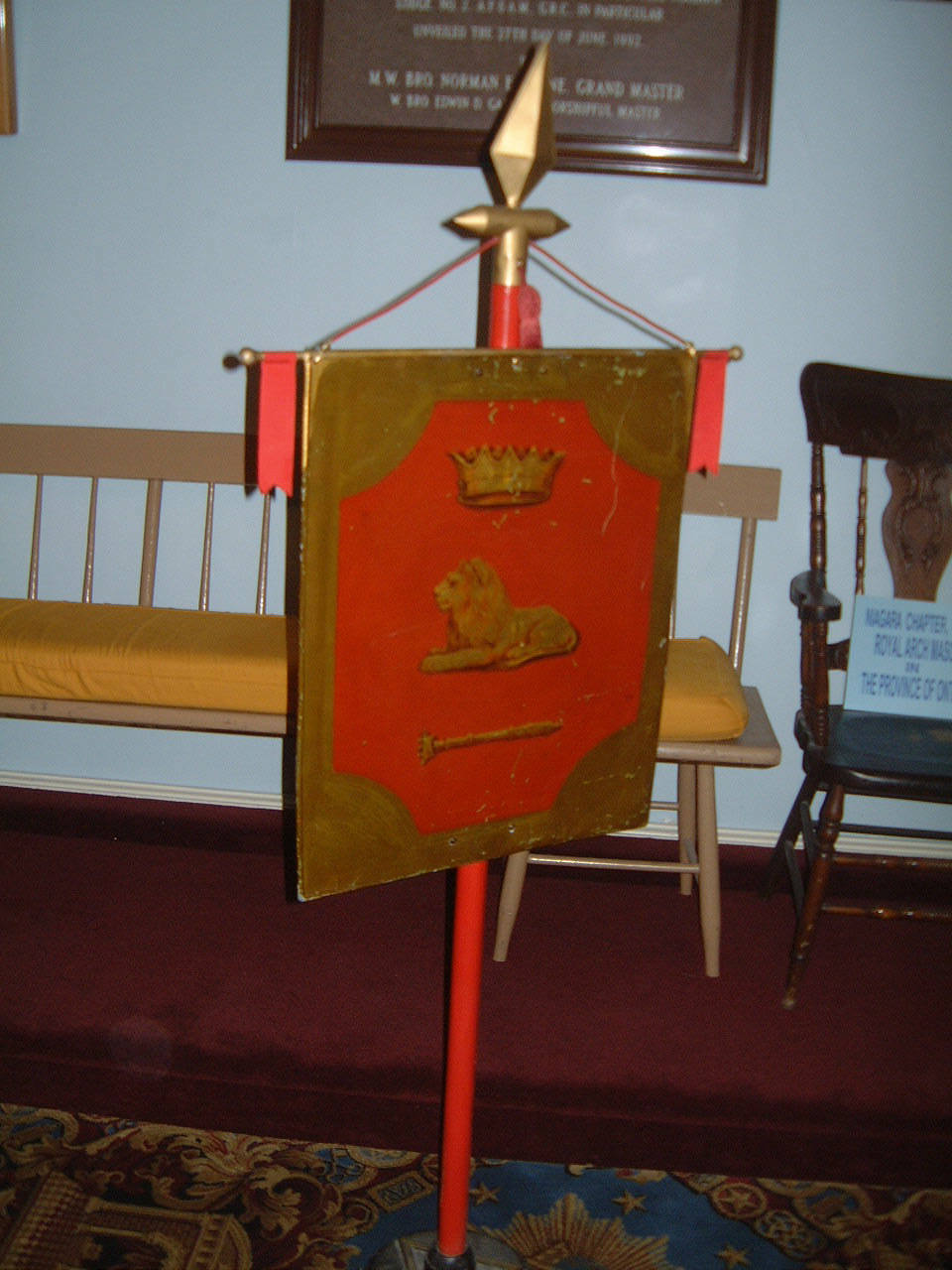
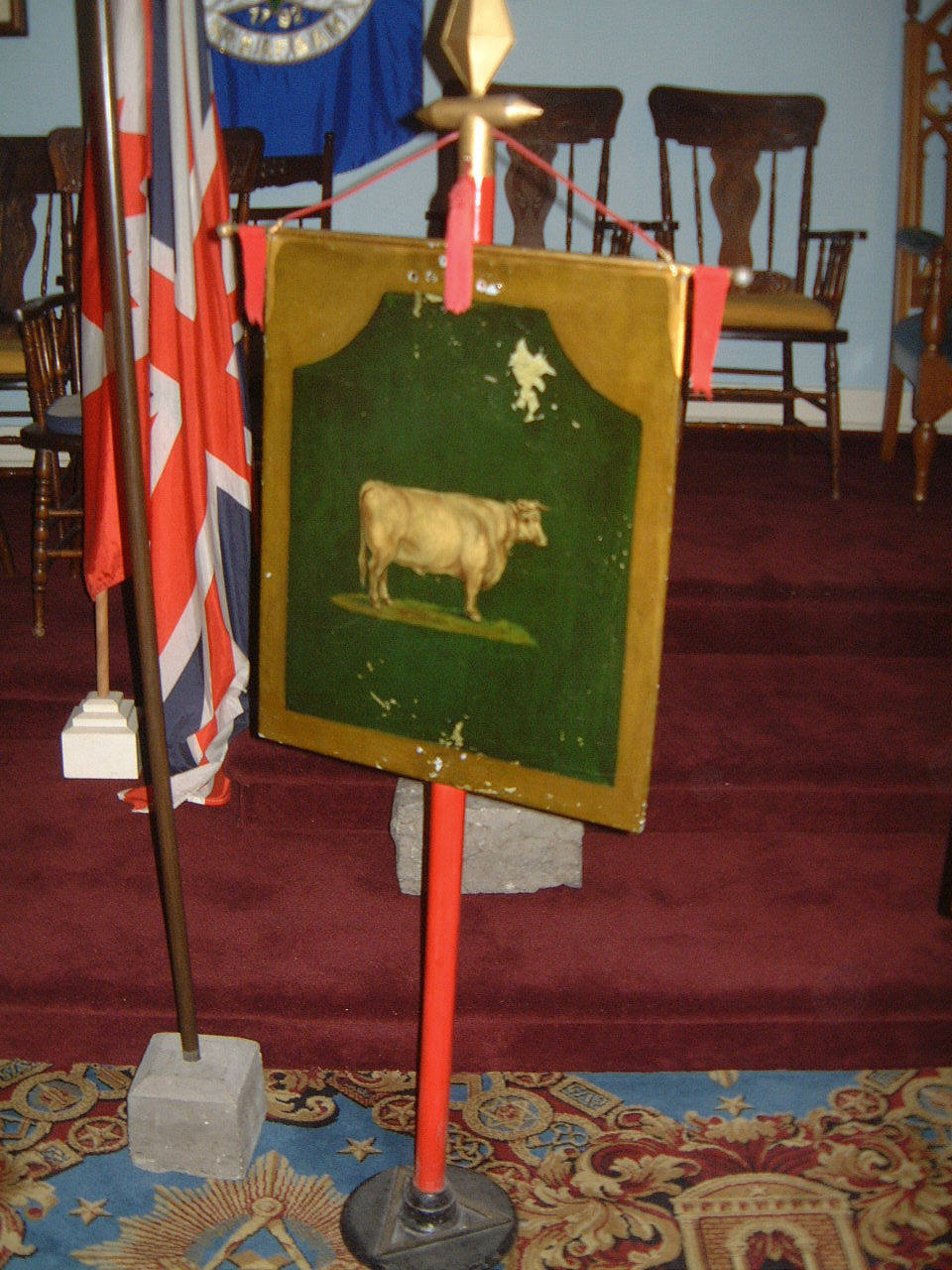
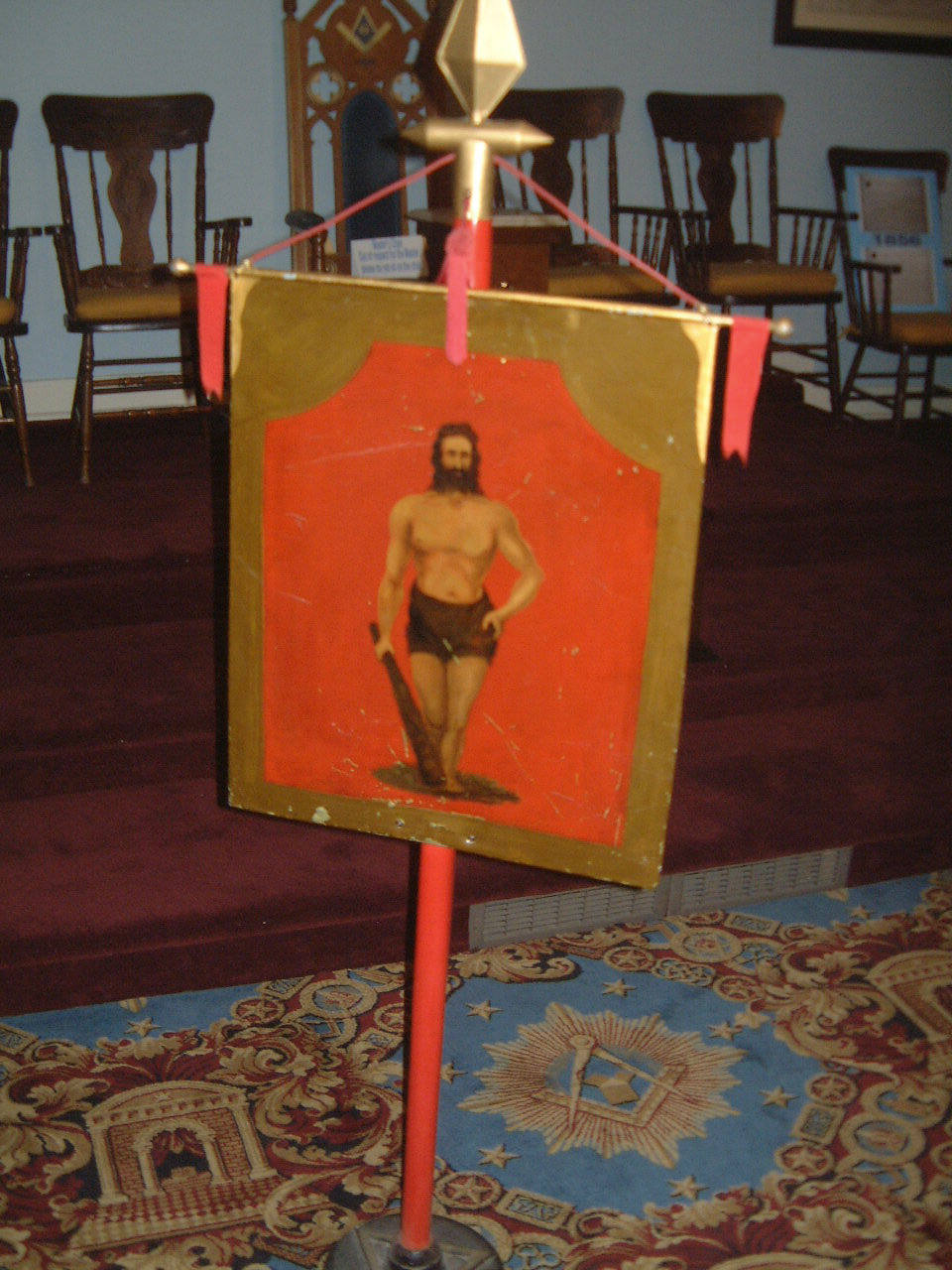

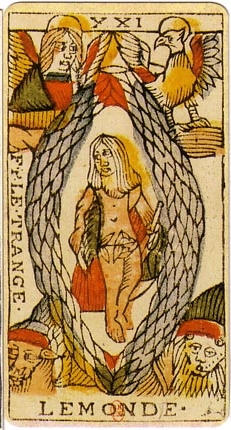
Карта Таро «Мир»

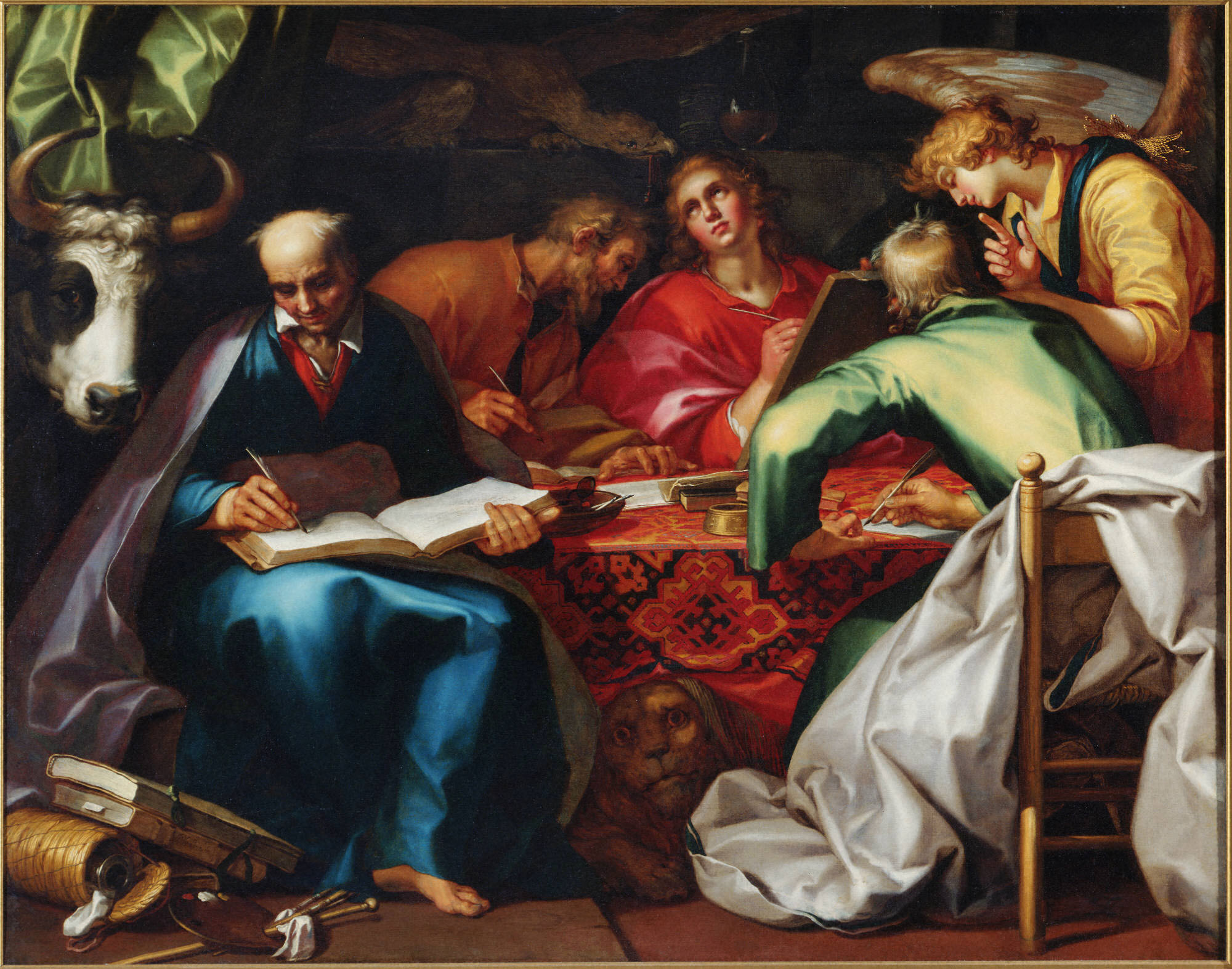
Четыре евангелиста (А. Блумарт, 1615 год)

- В колоде Таро символы евангелистов располагаются по углам Старших Арканов — «Колесо судьбы» и «Мир».
- Тетраморф является одним из «монстров недели» в сериале «Секретные материалы». В серии посвященной ему, он представлен ангелом-серафимом, забирающим души своих дочерей-нефилим чтобы они не достались Дьяволу.
- Образы существ, традиционно символизирующих евангелистов, использованы в песне Город золотой, на стихи Анри Волохонского:

Одно — как жёлтый огнегривый лев,

Другое — вол, исполненный очей,

С ними золотой орёл небесный,

Чей так светел взор незабываемый.
- Образы евангелистов также использованы в песне «Орёл, Телец и Лев», написанной Борисом Гребенщиковым («Аквариум», 1983):

Откуда этот редкостный напев,

Знакомых нот чудесное сплетенье?

Стук в дверь мою. Кто? — спрашиваю. Тени.

Они ответствуют: Орёл, телец и лев.

## В кинематографе
В фильме «Знамение» Небесная колесница предстаёт в виде космического корабля, вывозящего с гибнущей Земли «каждой твари по паре»; тетраморфы же предстают там хозяевами корабля — таинственными инопланетянами-«шептунами».